# Філософський роман
Рома́н філосо́фський — великий епічний твір, в якому безпосередньо викладається світоглядна або етична позиція автора.
Як окремий жанр сформувався в епоху Просвітництва (Вольтер — «Кандід, або Оптимізм», «Простодушний», «Мікромегас»; Дені Дідро — «Жак-фаталіст та його господар»), виник з необхідності популяризації філософії раціоналізму, сатиричного зображення суспільних норм, законів і політичних подій.
У 20 ст. великого поширення набуває роман соціально-філософський, де у концентрованому вигляді викладаються філософські переконання письменника, його історична концепція, глобально осмислюється історична епоха. Класичними у такому жанрі є твори Анатоля Франса «Боги жадають», «Сучасна історія», «Таїс», «Острів пінгвінів», «На білому камені», або ж роман Томаса Манна «Зачарована гора». Також філософські романи писав Гілберт Кіт Честертон, наприклад, «Людина, яка була четвергом.», «Шар і хрест».
Елементи філософського роману притаманні українській лірико-філософський романістиці (Олесь Гончар — «Собор», «Циклон», «Твоя зоря»; Михайло Стельмах — «Чотири броди», «Правда і кривда»), соціально-політичним, утопічним романам Володимира Винниченка: «Сонячна машина» (антиутопія), «Нова заповідь», «Вічний імператив». До цього жанрового різновиду звертаються сучасні письменники («Дім на горі», «Три листки» Валерія Шевчука та ін.).